# المجرية (موريتانيا)
المُجْرِية (بالإنجليزية: Moudjeria)‏ هي بلدة وبلدية زراعية حضرية في موريتانيا.

## الموقع
تقع في ولاية تكانت تكانت منطقة جنوب وسط موريتانيا. تقع على خط عرض 17.81694 وخط طول -12.35639.

## المناخ
درجات الحرارة خلال فصل الصيف هي من بين أعلى المعدلات في العالم، ويمكن أن تكسر بسهولة حاجز ال 55 مئوية.

## النقل
يخدم المدينة من مطار Letfotar .

## أعلام
- يحيى ولد أحمد الواقف